# آوتیس نازاربکیان
آوتیس وارطانی نازاربکیان (ارمنی: Ավետիս Վարդանի Նազարբեկյան؛ ۱۸۶۶ – ۱۹۳۹) یک شاعر، روزنامه‌نگار، فعال سیاسی و انقلابی، ارمنی بود.

## زندگی‌نامه
وی در دانشگاه‌های سن پترزبورگ و پاریس (سوربن) تحصیل نمود.
نازاربکیان از بنیانگذاران حزب سوسیال دموکرات هنچاکیان بود.